# Ева-Марія Ельсен
Ева-Марія Ельсен (нім. Eva-Maria ten Elsen, 14 вересня 1937) — німецька плавчиня.
Бронзова медалістка Олімпійських Ігор 1956 року.